# Kyohō (uva)
La uva Kyohō (巨峰葡萄 Kyohō budō?) es una variedad de uva de mesa obtenida por cruzamiento en el año de 1937 en Japón.

## Historia
Las uvas Kyohō fue obtenida por cruzamiento entre las variedades Ishiharawase y Centennial, y se produjeron por primera vez en 1937 en Japón en la Prefectura de Shizuoka.
En el año de 1946 fueron oficialmente nombradas como Kyohō.

## Características
Las áreas de mayor producción en Japón de estas uvas, son las prefecturas de Nagano y de Yamanashi.
El nombre Kyohō significa " uvas gigantes de montaña ", nombre que es fiel a su baya más grande que el promedio.
Las bayas tienen una piel de color púrpura oscuro, casi azabache, que es gruesa y un poco amarga, y es removida para el consumo por algunos. La uva es una variedad de piel deslizante, lo que significa que la piel se separa fácilmente de la fruta.
Estas uvas tienen una carne increíblemente jugosa que es casi gelatinosa en textura con un contenido de ácido moderadamente bajo y son extremadamente dulces.
La popularidad de la uva Kyohō cultivada en Japón alentó a los productores en Chile y en California a plantar viñedos de esta uva.